# За завтраком
«За за́втраком» (или «За обе́дом») — картина русской художницы Зинаиды Серебряковой (1884—1967), написанная в 1914 году. Принадлежит Государственной Третьяковской галерее (инв. 27609). Размер картины — 88,5 × 107 см. Полотно представляет собой групповой портрет детей художницы — восьмилетнего Жени, семилетнего Шуры, а также Тани (Таты), которой скоро исполнится три года. В литературе также встречается название «Завтрак детей».
Картина «За завтраком» была написана в конце 1914 года. В 1940-х годах полотно входило в собрание картин известной певицы Лидии Руслановой. В 1949 году Русланова была арестована, а картины из её коллекции были переданы в Третьяковскую галерею. В 1953 году Русланова была освобождена и реабилитирована, и картины были ей возвращены. В 1955 году полотно «За завтраком» было приобретено Третьяковской галереей.
Искусствовед Валентина Князева писала, что картина «За завтраком» («За обедом») несёт в себе «поэзию повседневного, земного», отмечая, что тонкое понимание особенностей детской психологии дало Серебряковой возможность передать индивидуальный характер каждого ребёнка. Искусствовед Алла Русакова называла картину «одним из самых интимных, душевных и обаятельных произведений» художницы и писала, что в области детского портрета эта картина осталась «классическим образцом не только живописного, но и человеческого — материнского мироощущения».

## История
Детские портреты занимали значительное место в творчестве Зинаиды Серебряковой (урождённой Лансере). В ранний период своей художественной деятельности она неоднократно изображала крестьянских детей. В 1905 году Зинаида Лансере вышла замуж за своего кузена Бориса Серебрякова, который в то время был студентом, а впоследствии стал инженером-путейцем. В этом браке родились четверо детей: в 1906 году сын Евгений, в 1907 году — Александр, в 1912 году — Татьяна, а в 1913 году — Екатерина. С того момента, как у Серебряковой появились собственные дети, они стали её «постоянными моделями». Один из этюдов, представляющих собой групповой портрет детей, — «В детской» (бумага, акварель, темпера, 46,4 × 55,8 см, ныне в ГТГ) — был создан художницей в 1913 году. На нём изображена естественная сценка в детской комнате: няня занята маленькой Татьяной (Татой), а мальчики — Евгений (Женя) и Александр (Шура) — увлечены игрой.
В мае и июне 1914 года Зинаида Серебрякова совершила поездку в Северную Италию, посетив также Германию и Швейцарию. Возвратившись в семейное имение Нескучное, с июля по сентябрь Серебрякова работала над этюдами к картине «Жатва», а также над первым вариантом этого полотна, который она впоследствии уничтожила, оставив лишь ряд фрагментов. Зимние месяцы Серебрякова, как правило, проводила в Санкт-Петербурге (в августе 1914 года в связи с началом Первой мировой войны город был переименован в Петроград). В конце 1914 года она написала групповой портрет своих детей «За обедом», который позднее получил известность под названием «За завтраком».
В 1940-х годах картина «За завтраком» была частью коллекции певицы Лидии Руслановой. После её ареста, в 1949 году, картина была передана в Государственную Третьяковскую галерею. С 1953 года, после реабилитации и освобождения Руслановой, картина опять находилась в её собственности, пока в 1955 году не была приобретена у владелицы Третьяковской галереей. Некоторые подробности этой истории были описаны в статье главного хранителя Третьяковской галереи Лидии Ромашковой, опубликованной в 1998 году в «Комсомольской правде». По её словам, сначала «в галерею пришли люди из НКВД и передали несколько десятков полотен», не сказав, кто был владельцем этих картин и как те попали к ним в руки, — о том, что это были произведения из коллекции Руслановой, сотрудники галереи догадались гораздо позже по слухам. А затем, в 1953 году, те же «органы» вдруг сообщили о реабилитации Руслановой и сказали, что «всё конфискованное должно быть немедленно возвращено семье» и вычеркнуто из каталогов. По воспоминаниям Ромашковой, «сама Русланова согласилась официально передать нам [в Третьяковскую галерею] часть своей коллекции», в которую входили такие картины, как «Ратник XVII века» Ильи Репина, «Портрет неизвестной в белом платье» Фёдора Рокотова, «Портрет неизвестного офицера» Павла Федотова и «За завтраком» Зинаиды Серебряковой.
Впоследствии картина «За завтраком» экспонировалась на ряде выставок, в том числе на выставке 1975 года «Портрет в русской живописи конца XIX — начала XX века» (Государственный Русский музей, Ленинград), выставке русской живописи 1890—1917 годов, проходившей в 1976—1977 годах во Франкфурте-на-Майне, выставке произведений художников объединения «Мир искусства», состоявшейся в 1981—1982 годах в Неаполе и Турине, выставке 1992 года «Дети в мифах и жизни» (Государственный музей изобразительных искусств имени А. С. Пушкина, Москва), а также на выставке 2002 года «Искусство женского рода. Женщины-художницы России XV—XX веков» (Третьяковская галерея, Москва). Полотно принимало участие в персональных выставках Серебряковой — 1965—1966 годов, проходившей в Москве, Киеве и Ленинграде, и 1987 года, проводившейся в Москве. Оно также было одним из экспонатов ретроспективной выставки работ Зинаиды Серебряковой, проходившей в апреле — июле 2017 года в Инженерном корпусе Третьяковской галереи.
Все дети художницы связали свои жизни с искусством. Евгений Серебряков (1906—1990) окончил ВХУТЕИН, работал архитектором и реставратором. Александр Серебряков (1907—1995) стал художником, работал во Франции, писал акварельные и темперные пейзажи, иллюстрировал книги. Татьяна Серебрякова (1912—1989) окончила Ленинградское хореографическое училище, работала театральным художником. И, наконец, не изображённая на картине Екатерина Серебрякова (1913—2014) тоже стала художницей, жила во Франции, была основателем и почётным президентом Фонда Зинаиды Серебряковой.

## Описание
На картине изображены дети художницы: восьмилетний Женя, в задумчивости сидящий у дальнего края стола со стаканом воды, семилетний Шура, повернувшийся к зрителю, и Таня (Тата), которой скоро исполнится три года. Характер каждого ребёнка показан с тонким пониманием детской психологии: мечтательность Жени, общительность Шуры, а также стремительность и непоседливость Таты, которая в ожидании еды положила свою ладонь в пустую тарелку. Стол покрыт белоснежной скатертью; на нём стоит фарфоровая супница, и показаны руки женщины, разливающей суп по тарелкам (согласно описанию само́й Серебряковой, на картине изображены дети «с рукой бабушки, наливающей суп»).
Вся картина наполнена ощущением чистоты, мира и спокойствия, царивших в семье художницы. Атмосфера теплоты и нежности передана с помощью композиции, «объединяющей трогательную группу детей в единое целое», а также выдержанного в спокойных тонах колорита. Колористическое решение картины построено на контрастном соотношении синего цвета (часть стены и одежда детей), различных оттенков коричневого цвета (продолжение кухонной стены и стулья), а также белого цвета (скатерть и передник девочки). Необычность полотну придают низко срезанные стены; композиция «импрессионистски „обрезана“ и будто спонтанна», но «эта спонтанность — кажущаяся, подчёркивающая лишь временность действия, моментальность поворотов и взглядов персонажей».
Фрагменты картины «За завтраком»

## Отзывы
Художник и критик Александр Бенуа в 1932 году писал, что «в детских и женских портретах Серебрякова не знает себе соперников». В опубликованной в 1973 году книге, посвящённой творчеству художницы, искусствовед Алексей Савинов отмечал, что «не меньшее, чем в пейзаже, зрелое мастерство сказалось и в дальнейших портретных работах Серебряковой десятых годов», в число которых входит и «много раз воспроизводившийся и хорошо знакомый портрет детей — „За завтраком“».
Искусствовед Ида Гофман ставила картину «За завтраком» в один ряд с такими детскими портретами, как «Девочка и фарфор» Александра Головина и «Портрет Вари Адоратской» Николая Фешина. В книге, изданной в 1978 году, Гофман отмечала декоративность этих картин, а также сходный мотив — «дети и красочный натюрморт на столе», который, однако, решён художниками по-разному. В частности, в живой сцене за столом, изображённой Серебряковой, натюрморт придаёт картине конкретность и непосредственность, «все вещи существуют для детей», «они держат их в руках, едят из них», в обращении с этими предметами «раскрываются детские темпераменты, характеры, возрастные особенности».
В монографии о Серебряковой, изданной в 1979 году, искусствовед Валентина Князева писала, что групповой портрет детей, изначально известный под названием «За обедом», — «это не просто портрет, а портрет-картина». По словам Князевой, выбор жанрового мотива позволил Серебряковой «показать детей в активном состоянии, выявить их разные психологические состояния, избежать „позирования“», а тонкое понимание особенностей детской психологии дало художнице возможность передать индивидуальный характер каждого ребёнка. Отмечая тщательную проработку натюрмортных деталей — ещё в большей мере, чем в автопортрете «За туалетом» (1909) и «Портрете О. К. Лансере» (1910), Князева писала, что в полотне «За обедом» Серебрякова «стремится к лепке формы светом и тенью, к передаче тончайших оттенков света, к чёткому рисунку»; картина несёт в себе «поэзию повседневного, земного».
Искусствовед Елена-Флоренс Васютинская писала, что картину «За завтраком», созданную в 1914 году «художницей искромётного таланта» Зинаидой Серебряковой, можно считать «апофеозом изображения счастливого детства» того времени, которое было «началом конца не только двухвековой эпохи русского детства, но и великой страны». По словам Васютинской, это полотно представляет собой «действительно полнокровный и полноценный образ счастливого детства, согретого родительской любовью», а «преображению столь бесхитростного уголка жизни в подлинную драгоценность» в значительной мере способствовало «ярко выраженное женское начало» творчества Серебряковой. Васютинская отмечала, что на картине изображены «красивые дети с бегло, но точно намеченными характерами, любовно написанная столовая посуда, среди которой узнаваема каждая вещь — многие из них и поныне живут в наших домах».
Искусствовед Гульназ Амирова отмечала, что в детских портретах Серебряковой, к которым относится и картина «За обедом» («За завтраком»), отчётливо видны отзвуки традиций живописи Алексея Венецианова и его последователей, в которой «уютный домашний интерьер и натюрморт являются неотъемлемыми элементами образа». По словам искусствоведа Павла Павлинова, групповой портрет детей «За завтраком», «восхищающий посетителей Третьяковской галереи», является самым необычным из портретов, исполненных Серебряковой в 1914—1917 годах.
В книге о жизни и творчестве Серебряковой, изданной в 2008 году в серии «Жизнь замечательных людей», искусствовед Алла Русакова называла картину «За обедом» («За завтраком») «одним из самых интимных, душевных и обаятельных произведений» художницы. Русакова писала, что это полотно является не только хорошо исполненным групповым портретом, но и «подлинной картиной» — как с точки зрения композиции и колористического решения, так и «по удивительно искреннему и безусловному образному воплощению Детства». По словам Русаковой, в области детского портрета эта картина осталась «классическим образцом не только живописного, но и человеческого — материнского мироощущения», и она открыла «целое направление в последующем творчестве Серебряковой».